# الحواتكة
قرية الحواتكة هي إحدى القرى التابعة لمركز منفلوط في محافظة أسيوط في جمهورية مصر العربية. حسب إحصاءات سنة 2006، بلغ إجمالي السكان في الحواتكة 44248 نسمة، منهم 23218 رجل و21030 امرأة.